# 12252 Gwangju
12252 Gwangju este un asteroid din centura principală de asteroizi.

## Descriere
12252 Gwangju este un asteroid din centura principală de asteroizi. A fost descoperit pe 8 noiembrie 1988 la Ayashi de Masahiro Koishikawa. El prezintă o orbită caracterizată de o semiaxă mare de 3,12 ua, o excentricitate de 0,23 și o înclinație de 12,3° în raport cu ecliptica.